# Дискриминация мусульман
Преследование мусульман (также дискриминация мусульман) включает дискриминацию, насилие, аресты, тюремное заключение, пытки, казни, конфискацию имущества и разжигание ненависти. 
Перечисленные явления наблюдаются на протяжении всей истории ислама. Так, в его ранние дни мусульмане часто подвергались нападениям и преследованиям со стороны мекканских язычников. В ряде стран мусульмане по сей день сталкиваются с нарушениями прав и преследованием. 
Ненависть и враждебность против мусульман называется исламофобией.

## Средние века

### Доисламская Аравия
Первые мусульмане часто становились жертвами гонений; некоторые были убиты, как, например, Сумайя, которую, как утверждается, пытал мекканский язычник Амр ибн Хишам. Гонениям подвергался даже исламский пророк Мухаммед: так, когда однажды  он молился возле Каабы, язычник Укба ибн Абу Муайт бросил на него внутренности принесённого в жертву верблюда. Жена Абу Лахаба Умм Джамиль регулярно выбрасывала грязь у двери дома Мухаммеда и клала колючки на пути пророка. Хозяин Билал ибн Рабаха (за громкий голос ставшего первым муэдзином) выводил его в пустыню в полуденную жару и клал ему на грудь тяжёлый камень, требуя, чтобы Билал отрёкся от своей веры. Пытки продолжались, пока Атик Абу Бакр не выкупил и не освободил Билала.

### Монгольские государства

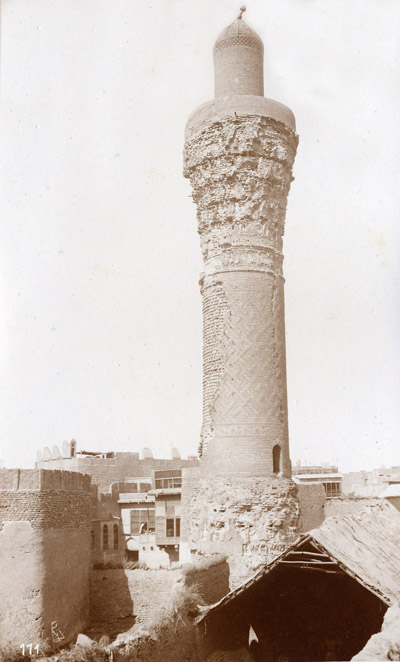
Мечеть аль-Хулафа в Багдаде, разрушенная монголами во время взятия города в 1258 году

После разрушительных завоеваний Чингисхана и его потомков власть монгольских захватчиков распространилась на бо́льшую часть  мусульманских земель Азии. Падение Аббасидского халифата в 1258 году, как считается, положило крах «Золотому веку» ислама, длившемуся с VIII столетия. Покорение монголами Средней Азии и Ближнего Востока сопровождалось огромными человеческими жертвами: так, население Персии восстановилось до домонгольского уровня только к 50-м годам XX века.
В период владычества монголов ряд исламских традиций попал под запрет как противоречащий кочевым обычаям — это коснулось, например, способа забоя скота. Закон Чингисхана, Яса, предписывал:

«Когда хотят есть животное, должно связать ему ноги, распороть брюхо и сжать рукой сердце, пока животное умрет, и тогда можно есть мясо его; но если кто зарежет животное, как режут мусульмане, того зарезать самого».— Э. Хара-Даван. Чингисхан как полководец и его наследие
В персидских летописях упоминается случай, когда сын Чингисхана Чагатай приказал казнить мусульманина, совершившего перед молитвой омовение в реке — согласно монгольским поверьям того времени, купание в водоёмах являлось оскорблением живущих в тех местах ду́хов. Расправу удалось предотвратить только благодаря заступничеству другого сына Чингисхана, Угэдэя.
В то же время монголы не стремились распространять среди покорённых народов собственную веру. Исламские служители и муэдзины освобождались от уплаты налогов, а учёные мусульмане, как правило, пользовались при монгольском дворе большим уважением. Некоторые монгольские правители (Берке, Газан, Олджейту) сами обращались в ислам. Позднее из четырёх улусов, образованных после раскола империи Чингисхана, три (кроме империи Юань в Китае) приняли ислам в качестве государственной религии.
К закату империи Юань преследования мусульман стали настолько серьёзными, что мусульманские полководцы присоединились к набиравшим силу китайцам с целью поднять восстание против захватчиков. Некоторые мусульманские общины (в частности, хуэй) впоследствии были названы китайцами «камсия», что на языке хоккиен означает «спасибо».

### Пиренейский полуостров
К 20-м годам VIII века арабы захватили Пиренейский полуостров. Завоеватели не стали принуждать покорённых христиан к переходу в ислам, ограничившись требованиями уплачивать налог (джизью) и передавать властям мятежников. Христиане, как и прежде, руководствовались собственными вестготскими законами (Forum Iudicum).

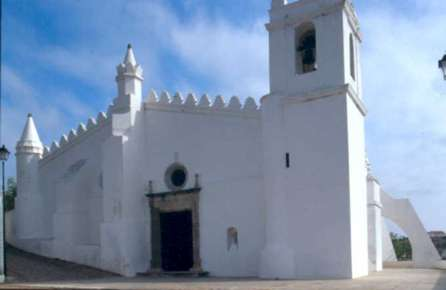
Старая мечеть в Мертоле (Португалия), переоборудованная в церковь

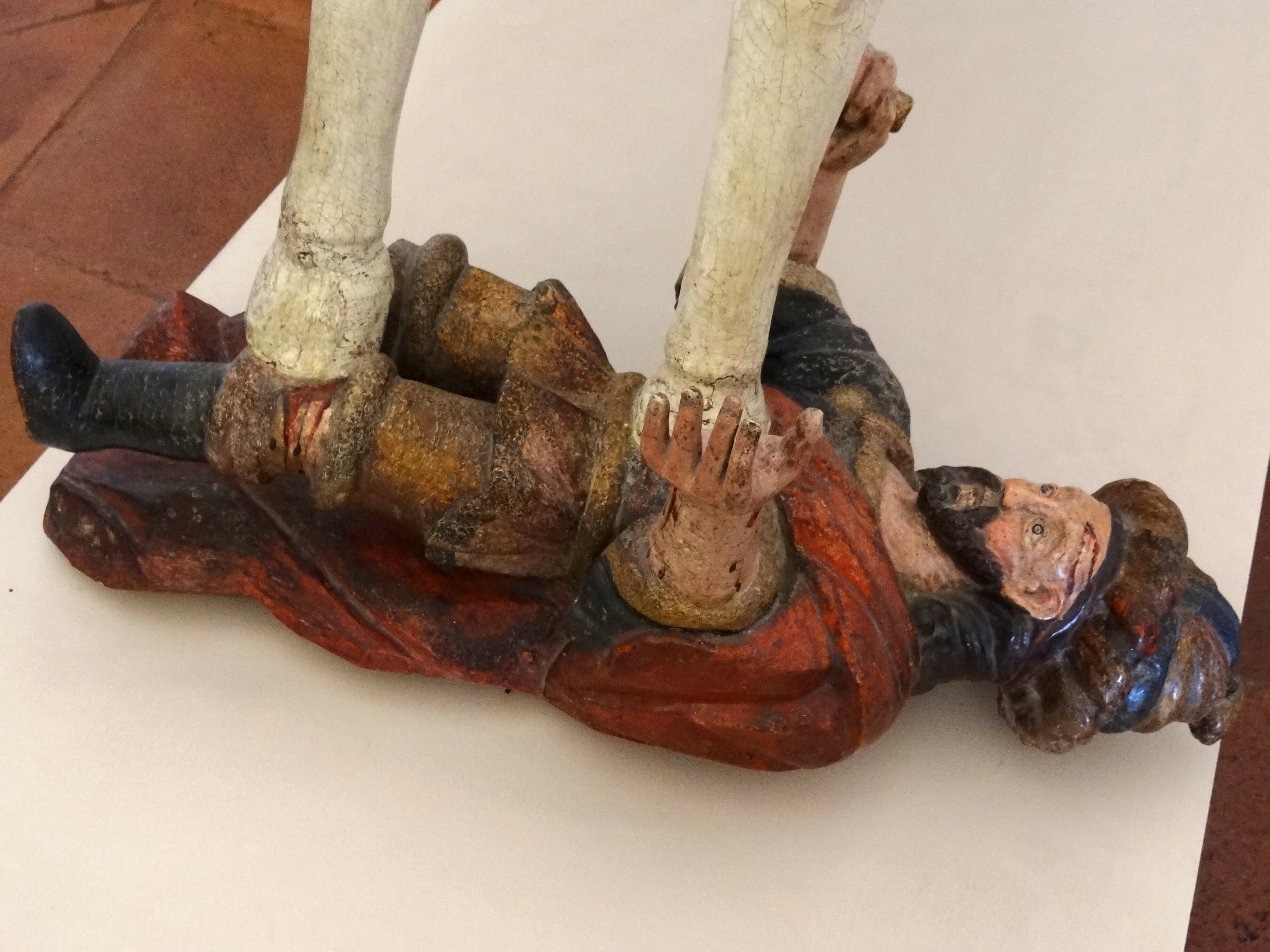
Фигура «мавра», попираемого лошадью конкистадора, Национальный музей вице-королевства в Тепоцотлане

Одновременно с военными походами мусульман развернулась «Реконкиста» — отвоевание христианскими королевствами утраченных земель. После взятия Гранады в 1492 году испанские мусульмане оказались под властью христиан. Покорённых мусульман стали называть мудехарами (дословно — «прирученными» или «одомашненными»).
Со временем принимались законы, направленные на принудительную христианизацию мусульман —  т. н. «прагматические эдикты». За отказ принимать христианство мусульманам грозило изгнание из страны. Новообращённых мусульман называли морисками и наряду с марранами —  крещёными евреями — относили к сословию «новых христиан».
В дальнейшем условия эдиктов ужесточались, сводясь к запрету на любые проявления арабо-мусульманской культуры: так, жителям Испании было запрещено говорить на арабском языке, носить мусульманскую одежду; массово сносились мавританские бани, ставшие местами тайных собраний мусульман. Со временем к контролю за соблюдением эдиктов присоединилась испанская инквизиция. 

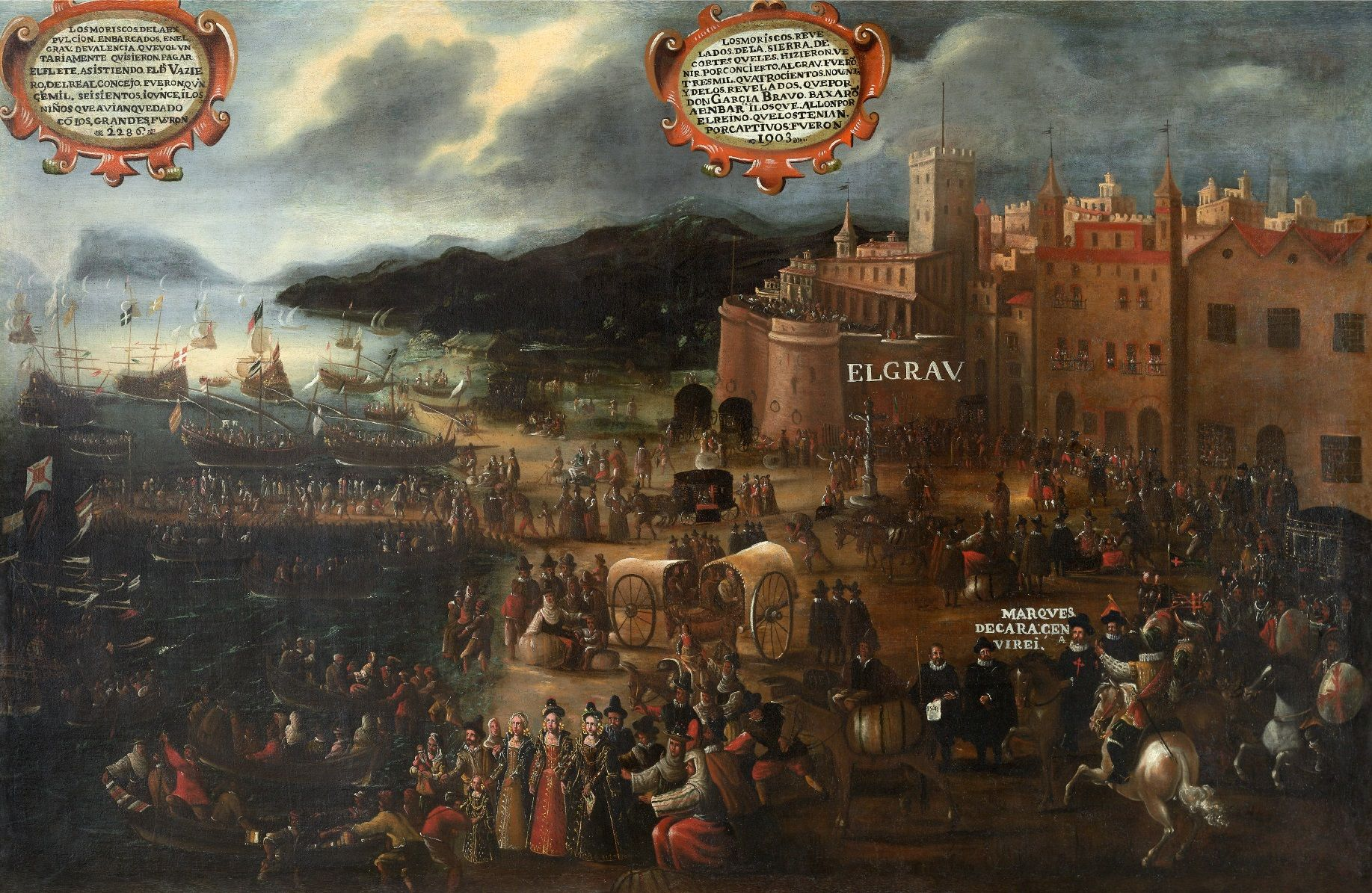
Изгнание морисков из Валенсии

Восстания, поднятые морисками в ответ на невыносимые притеснения, были подавлены. В 1609 году был издан новый указ, обязавший всех морисков покинуть территорию Испании.